# FLAM
Les Forces d'Alliberament Africanes de Mauritània (FLAM) són una organització política i militar de Mauritània. Foren creades el 1983 per un grup de caps negres mauritans que volien unificar les diferents faccions oposades a la dominació dels àrabs i a les pràctiques d'esclavatge sovint aplicats a les poblacions negres. Es considera una organització nacional oberta a totes les comunitats. La seva activitat militar és molt reduïda.